# Liudmila Kéldysh
Liudmila Vsévolovna Kéldysh (en ruso: Людми́ла Все́володовна Ке́лдыш; 12 de marzo de 1904 - 16 de febrero de 1976) fue una matemática soviética conocida por teoría de conjuntos y topología geométrica.

## Biografía
Liudmila nació en 1904 en Oremburgo, Rusia de Mariya Aleksándrovna (nacida Skvortsova) y de Vsevolod Mijáilovich Kéldysh. Su familia descendía de la nobleza rusa y eran bien vistos antes de la Revolución rusa, más tarde tuvieron dificultades debido a su patrimonio. Su padre era un experto de la construcción para el ejército,  mudándose frecuentemente y viviendo en Helsinki entre 1905 y 1907, en San Petersburgo hasta 1909, y luego a Riga, Letonia. Vsevolod tomó una posición allí en el Instituto Politécnico de Riga, hasta la invasión alemana de 1915 forzando a la familia a huir a Moscú, donde vivieron en el Losinoostrovsky Distrito. Kéldysh Terminó su educación en Ivanovo-Voznesensk, donde la familia se había mudado en 1918. Continuó su educación en la Universidad Estatal de Moscú, graduándose en 1925. Mientras estudiaba, se unió al grupo de investigaciones de Nikolái Nikoláyevich Luzin en 1923, y de Piotr Serguéyevich Nóvikov, con quién más tarde se casó. Luzin publicó su primera teoría matemática, la cual era una evaluación utilizando fracciones continuas del cuarto conjunto de Borel en 1930.
Empezó a enseñar en 1930 en el Instituto de Aviación de Moscú. En ese tiempo, tuvo su primer hijo, Leonid Veniaminovich Kéldysh (ru)[2] en 1931. En 1934,  dejó el Instituto de Aviación y empezó a enseñar en el Instituto de Ciencias de la Academia de URSS especializada en teorías set. Ese año, se casó con Novikov y publicó tres papeles: En el Homeomorfismo de Elementos Canónicos de la 3.ª Clase; En Funciones Sencillas de Clase; y Estructura de B Funciones Medibles de Clase. Al año siguiente, Stalin empezó sus purgas y Kéldysh perdió a tío y sobrino, y sus padres eran arrestados, aunque más tarde los liberó. En los próximos años,  tuvo dos hijos más Andrei Petrovich Novikov y Sergei Petrovich Novikov, ambos notables matemáticos. Continuó su búsqueda en conjuntos de Borel y en 1941 defendió su tesis, pero antes de recibir su grado la familia huyó al adelantarse tropas alemanas. La mayoría de la Facultad del Instituto de la Academia de Ciencias fue evacuada cuándo llegaron a Kazan, y Kéldysh y sus tres hijos fueron tratados como refugiados. Encontraron alojamiento en el gimnasio de la Kazan Universidad con varios centenares de otros refugiados. Novikov se enfermó y requirió cirugía.
En 1942, regresaron a Moscú. Tuvo dos hijas, Nina y luego Elena, durante ese tiempo publicó Estructura de conjuntos medibles B en 1944, y siguió en 1945 con Mapeos Abiertos de conjuntos A, el cual marcó un punto de inflexión en su trabajo. En 1945, publicó su tesis centrada en topología geométrica. Continuó publicando de mediados de los 1940s a los 1960s. Fue honrada repetidamente recibiendo la Orden de la Bandera Roja del Trabajo, Orden de Gloria Maternal en 2.º grado y en 1958 el Premio del Presidium del Supremo soviético. En 1964, fue profesora titular en la Universidad Estatal de Moscú y en 1966 publica el libro Enlaces topológicos en espacio euclidiano para ayudar a su alumnado el entender sus conferencias. Siguió dando clases hasta 1974, cuándo dimitió en protesta por la expulsión de uno de sus alumnos. Novikov se enfermó y falleció en enero de 1975. Ella fallece un año y un mes más tarde, el 16 de febrero de 1976 en Moscú.